# Roberto Bolle
Roberto Bolle, né le 26 mars 1975 à Casale Monferrato, dans la région du Piémont, est un danseur classique italien.

## Biographie
Roberto Bolle entre à douze ans à l'École de ballet du théâtre de La Scala à Milan. Son talent est remarqué par Rudolf Noureev qui souhaite lui donner le rôle de Tadzio dans son ballet Mort à Venise, alors qu'il n'a que quinze ans mais la direction interdit au jeune danseur d'accepter en raison de son trop jeune âge et de son manque d'expérience.
En 1996 (seulement deux ans après son entrée au sein de la compagnie), il est nommé primo ballerino à la fin d'une représentation de Roméo et Juliette ; Roberto Bolle avoue d'ailleurs que ce rôle est l'un de ses favoris : « Roméo, c'est le rôle de ma vie. Il y a tout dans ce rôle : la passion, la tragédie, l'amour. Toutes les émotions les plus fortes sont dans cette histoire » (Vogue, décembre 2008).
Depuis l'acquisition de son statut de premier danseur, il interprète des ballets aussi bien  modernes que classiques, et sa renommée dépasse rapidement les frontières de l'Italie : il est invité par le London Royal Ballet, l'Opéra de Paris, le Staatsoper de Berlin, ainsi qu'à Vienne, Dresde, Tokyo, Munich… De même, il entame un partenariat privilégié avec Svetlana Zakharova, régulièrement invitée par la Scala de Milan ; ensemble, ils interprètent des ballets tels que Giselle, Le Lac des cygnes ou encore La Bayadère. Il danse également de nombreuses fois aux côtés de Polina Semionova, tout particulièrement dans les galas internationaux.
En 1999, il est nommé ambassadeur de bonne volonté de l'UNICEF et propose depuis des galas en faveur de cette organisation ; il invite de nombreux artistes, dont des amis réguliers : Darcey Bussell, Federico Bonelli, Marianela Núñez (du Royal Ballet), Svetlana Zakharova, Andrei Merkouriev (du Théâtre Bolchoï), Alessio Carbone, Dorothée Gilbert, Mathilde Froustey, Myriam Ould-Braham (de l'Opéra de Paris)...
En 2000, il est invité à danser, au théâtre Bolchoï de Moscou, Le Lac des cygnes pour les 75 ans de Maïa Plissetskaïa, en présence du président Vladimir Poutine et en 2002 à Londres  pour le jubilé de la reine Élisabeth. Cette même année, il remporte un succès considérable dans Roméo et Juliette, alors qu'il est de nouveau invité par le Bolchoï puis, en mars 2003 il danse Le Lac des cygnes au Covent Garden de Londres. C'est encore dans le rôle de Siegfried qu'il s'illustre lors du bicentenaire de Saint-Pétersbourg, en juillet 2003 au théâtre Mariinsky. À l'issue de cette saison triomphale, il est nommé étoile de la Scala.
Le 1er avril 2004, il danse en présence du pape Jean-Paul II pendant les Journées mondiales de la jeunesse et, le 10 février 2006, lors de la cérémonie d'ouverture des Jeux olympiques d'hiver de Turin. L'année suivante, il incarne le rôle-titre d'Apollon Musagète au théâtre Mariinsky et le rôle principal de Sylvia à Covent Garden. En décembre 2009, il est convié à Hambourg pour danser le rôle principal d'Orphée, une nouvelle création de John Neumeier ; cependant, une sérieuse blessure l'empêche de monter sur scène pendant quelque temps.
Début 2009, à la suite d'une interview pour un magazine français au cours de laquelle il aurait révélé son homosexualité, une polémique a enflé en Italie jusqu'à ce qu'il dût y opposer un démenti.
Il débute comme enseignant en 2021 par un Masterclass en ligne appelé "OnDance", première série de 16 cours de danse produite par Artedanza pour la plateforme italienne TIMvision. Les leçon couvrent le charleston, le jazz, le swing le tango, et la danse classique, entre autres.

## Décorations
- : le 2 juin 2012 il est fait chévalier de l'Ordre du Mérite de la République italienne[3].
- : le 2 juin 2018 il est fait officier de l'Ordre du Mérite de la République italienne[4].
- : le 21 mai 2021 il est fait Grand officier de l'ordre du Mérite de la République italienne[5].

## Récompenses
- 1995 : prix Danza e Danza, prix Positano
- 1999 : prix Gino Tani
- 2000 : prix Galilée 2000, Pentagramme d'or
- 2001 : prix Danza e Danza, prix Positano

## Filmographie
- Sylvia, avec Darcey Bussell, et les danseurs du Royal Ballet
- Le Lac des Cygnes, avec Svetlana Zakharova et les danseurs de la Scala de Milan
- La Bayadère, avec Svetlana Zakharova et les danseurs de la Scala de Milan
- Giselle, avec Svetlana Zakharova et les danseurs de la Scala de Milan
- Excelsior, avec Isabel Seabra et les danseurs de la Scala de Milan
- Le Songe d'une nuit d'été, avec Alessandra Ferri et les danseurs de la Scala de Milan
- Don Quichotte, avec Isabel Seabra et les danseurs de la Scala de Milan tournée 1998
- Notre dame de Paris, avec Natalia Osipova et les danseurs de la Scala de Milan tournée 2013
- La belle au bois dormant avec Diana Vishneva et les danseurs de la Scala de Milan